# ماونتین دیل (نیویورک)
ماونتین دیل (به انگلیسی: Mountain Dale) یک منطقهٔ مسکونی در ایالات متحده آمریکا است که در فالزبرگ، نیویورک واقع شده‌است. ماونتین دیل ۳۰۷٫۸۵ متر بالاتر از سطح دریا واقع شده‌است.